# Album of the Year (Faith No More)
Album of the Year è il sesto album registrato in studio del gruppo statunitense dei Faith No More, pubblicato nel 1997 dalla Slash Records.

## Descrizione
È il primo album in cui suona Jon Hudson, l'ultimo chitarrista del gruppo. L'album non ebbe un notevole successo di vendita negli Stati Uniti, ma grazie alle vendite di Europa e Australia arriverà alla cifra complessiva di oltre un milione di copie vendute.
L'album fu anche criticato da alcuni e non fu ritenuto allo stesso livello dei precedenti.
Alcuni critici lo disprezzavano, altri lo accoglievano con recensioni molto positive. I singoli estratti da questo album furono Ashes to Ashes, Stripsearch e Last Cup of Sorrow. La versione giapponese dell'album contiene 2 bonus track, The Big Kahuna e Light Up and Let Go, che vennero poi pubblicate come b-side del singolo Ashes to Ashes.

## Tracce
1. Collision – 3:24
2. Stripsearch – 4:29
3. Last Cup of Sorrow – 4:11
4. Naked in Front of the Computer – 2:08
5. Helpless – 5:26
6. Mouth to Mouth – 3:48
7. Ashes to Ashes – 3:37
8. She Loves Me Not – 3:29
9. Got That Feeling – 2:20
10. Paths of Glory – 4:17
11. Home Sick Home – 1:58
12. Pristina – 3:51

## Formazione
- Mike Patton - voce
- Jon Hudson - chitarra
- Bill Gould - basso
- Mike Bordin - batteria
- Roddy Bottum - tastiere